# Hard Headed Woman
Singles de Elvis Presley
Wear My Ring Around Your Neck
(avril 1958) One Night
(octobre 1958)
Hard Headed Woman est une chanson de rock 'n' roll écrite par Claude Demetrius pour Elvis Presley. Elle est sortie en 45 tours sur le label RCA Victor en juin 1958, avant d'apparaître sur la bande originale du film Bagarres au King Créole, sortie au mois de septembre. Ce single se classe no 1 des ventes aux États-Unis.
Cette chanson a notamment été reprise par Wanda Jackson sur l'album There's a Party Goin' On (1961).